# Jerzy Szymanek
Jerzy Piotr Szymanek (ur. 11 kwietnia 1937 w Ręcznie) – polski dziennikarz i polityk. Poseł na Sejm PRL VI, VII i VIII kadencji, w latach 1983–1985 sekretarz Rady Państwa.

## Życiorys
Urodzony w rodzinie chłopskiej. Syn Piotra (także działacza ludowego, przewodniczącego prezydium Wojewódzkiej Rady Narodowej w Łodzi i posła do Krajowej Rady Narodowej) i Marii. W 1950 wstąpił do Związku Młodzieży Polskiej. W 1958 ukończył studia na Wydziale Dziennikarskim Uniwersytetu Warszawskiego. Od 1959 członek Zjednoczonego Stronnictwa Ludowego, należał także do władz stronnictwa, w latach 1971–1973 prezes Wojewódzkiego Komitetu w Łodzi, w latach 1973–1984 i 1988–1989 członek Naczelnego Komitetu, w latach 1976–1984 członek prezydium NK, w latach 1973–1981 sekretarz NK, a w latach 1981–1984 wiceprezes i członek Sekretariatu NK. Działał także w Związku Młodzieży Wiejskiej, gdzie od 1966 do 1970 zasiadał w prezydium, a w latach 1970–1974 w zarządzie głównym.
W latach 1958–1966 pracował jako publicysta i kierownik działu w redakcji „Dziennika Ludowego”, w latach 1966–1968 był zastępcą redaktora naczelnego tygodnika „Zarzewie”, a w latach 1968–1971 pełnił taką samą funkcję ponownie w „Dzienniku Ludowym”. W latach 1986–1988 wiceprezes, a w latach 1988–1990 prezes Zarządu Centralnego Związku Spółdzielczości Rękodzieła Ludowego i Artystycznego „Cepelia”.
W latach 1983–1985 sekretarz Rady Państwa, w latach 1972–1985 poseł na Sejm PRL VI, VII i VIII kadencji z okręgu Piotrków Trybunalski. W latach 1988–1989 członek Rady Społeczno-Gospodarczej przy Sejmie PRL, w latach 1981–1983 członek prezydium i sekretarz Ogólnopolskiego Komitetu Frontu Jedności Narodu. W 1983 wybrany w skład Krajowej Rady Towarzystwa Przyjaźni Polsko-Radzieckiej. W 1982 wszedł w skład Społecznego Komitetu Budowy Pomnika Wincentego Witosa w Warszawie, który został odsłonięty w 1985.

## Odznaczenia
- Orderem Sztandaru Pracy II klasy
- Krzyż Kawalerski Orderu Odrodzenia Polski
- Złoty Krzyż Zasługi
- Medal 30-lecia Polski Ludowej[2].
- inne odznaczenia